# Андрија Мајдевац
Андрија Мајдевац (Крушевац, 7. августа 1997) српски је фудбалер. Тренутно наступа за крушевачки Напредак.

## Каријера
Мајдевац је прошао млађе категорије крушевачког Напретка, где је три године заредом био први стрелац омладинске екипе за коју је наступао до 2016. С матичним клубом потписао је први професионални уговор. У професионалној конкуренцији дебитовао је 4. априла 2015. против Јагодине, у 21. колу Суперлиге Србије за сезону 2014/15. На сусрету који је његова екипа изгубила минималним резултатом, на Стадиону Младост, Мајдевац је након једног часа игре на терену заменио Душана Пантелића. За Напредак је на званичним утакмицама наступио укупно 14 пута, укључујући Супер и Прву лигу Србије, односно Куп такмичење. У завршници летњег прелазног рока 2016. прослеђен је екипи Темнића из Варварина. На 11 наступа у Српској лига Исток постигао је два поготка до краја исте календарске године. Тиме је допринео освајању првог места на табели и пласману у виши степен такмичења, пошто је током зимске паузе променио средину. Приступио је саставу врањског Динама, где је по споразуму о уступању остао до краја сезоне. Током лета 2017. вратио се у Темнић, поново као фудбалер позајмљен из Напретка. Уговор са матичним клубом раскинуо је по окончању позајмице. Недуго затим, потписао је за малтешки Балзан, али је још полусезону провео у Србији наступајући за Инђију. За Балзан је почео да игра од лета исте године. Услед запажених игара у том клубу, прешао је у АЕЛ Лимасол, најпре на шестомесечну позајмицу. После тог периода је потписао уговор којим је био обавезан до лета 2022. У међувремену је једну полусезону одиграо за Етникос из Ахне, где је погодио на свом дебитантском наступу. После уводних пораза на почетку сезоне 2022/23, Мајдевац је потписао за Нови Пазар. Убрзо се усталио у поставци тренера Владимира Гаћиновића.  Клуб је напустио након годину дана, да би почетком септембра 2023. потписао за мађарски Дебрецин. Након полусезоне у којој је прилику углавном добијао с клупе за резервне фудбалере, вратио се у Србију где је приступио матичном Напретку по споразуму о уступању. По његовом истеку, Мајдевац се вратио у мађарски клуб, али је убрзо раскинуо уговор и постао слободан играч. У том својству је потписао двогодишњи уговор с грчким Панетоликосом. У јуну 2025. се вратио у родни Крушевац и с матичним Напретком потписао двогодишњи уговор.

## Репрезентација
Мајдевац је од 2014. до 2015. године био члан репрезентације Србије до 18 година старости. Селектор Бранислав Николић позвао га је за гостовање Аустрији на Стадиону Герхард Ханапи у јуну 2014. Наредне године наступио је и на пријатељском сусрету са Румунијом, те у двомечу са вршњацима из Швајцарске.

## Статистика

### Клупска
Ажурирано 27. јула 2025.
|                          |          |                     |     |    |    |   |   |   |   |   |     |    |  |  |
| Напредак Крушевац        | 2014/15. | Суперлига Србије    | 5   | 0  | —  | — | — | — | 0 | 0 | 5   | 0  |  |  |
| Напредак Крушевац        | 2015/16. | Прва лига Србије    | 8   | 0  | 1  | 0 | — | — | — | — | 9   | 0  |  |  |
| Напредак Крушевац        | 2016/17. | Суперлига Србије    | 0   | 0  | —  | — | — | — | — | — | 0   | 0  |  |  |
|                          |          |                     |     |    |    |   |   |   |   |   |     |    |  |  |
| Динамо Врање (позајмица) | 2016/17. | Прва лига Србије    | 8   | 1  | —  | — | — | — | — | — | 8   | 1  |  |  |
|                          |          |                     |     |    |    |   |   |   |   |   |     |    |  |  |
| Темнић                   | 2016/17. | Српска лига Исток   | 11  | 2  | —  | — | — | — | — | — | 11  | 2  |  |  |
| Темнић                   | 2017/18. | Прва лига Србије    | 14  | 1  | —  | — | — | — | — | — | 14  | 1  |  |  |
| Темнић                   | Укупно   | Укупно              | 25  | 3  | —  | — | — | — | — | — | 25  | 3  |  |  |
|                          |          |                     |     |    |    |   |   |   |   |   |     |    |  |  |
| Инђија (позајмица)       | 2017/18. | Прва лига Србије    | 11  | 0  | —  | — | — | — | — | — | 11  | 0  |  |  |
|                          |          |                     |     |    |    |   |   |   |   |   |     |    |  |  |
| Балзан                   | 2018/19. | Премијер лига Малте | 23  | 10 | 4  | 1 | 3 | 1 | 1 | 0 | 31  | 12 |  |  |
| Балзан                   | 2019/20. | Премијер лига Малте | 10  | 11 | 1  | 1 | 2 | 0 | 1 | 0 | 13  | 12 |  |  |
| Балзан                   | Укупно   | Укупно              | 33  | 21 | 5  | 2 | 5 | 1 | 2 | 0 | 45  | 24 |  |  |
|                          |          |                     |     |    |    |   |   |   |   |   |     |    |  |  |
| АЕЛ Лимасол (позајмица)  | 2019/20. | Прва лига Кипра     | 6   | 3  | 2  | 0 | — | — | — | — | 8   | 3  |  |  |
| АЕЛ Лимасол              | 2020/21. | Прва лига Кипра     | 9   | 1  | 1  | 2 | — | — | — | — | 10  | 3  |  |  |
|                          |          |                     |     |    |    |   |   |   |   |   |     |    |  |  |
| Етникос Ахна (позајмица) | 2020/21. | Прва лига Кипра     | 15  | 6  | 2  | 0 | — | — | — | — | 17  | 6  |  |  |
|                          |          |                     |     |    |    |   |   |   |   |   |     |    |  |  |
| АЕЛ Лимасол              | 2021/22. | Прва лига Кипра     | 16  | 3  | 0  | 0 | 3 | 0 | — | — | 19  | 3  |  |  |
| АЕЛ Лимасол              | Укупно   | Укупно              | 31  | 7  | 3  | 2 | 3 | 0 | — | — | 37  | 9  |  |  |
|                          |          |                     |     |    |    |   |   |   |   |   |     |    |  |  |
| Нови Пазар               | 2022/23. | Суперлига Србије    | 30  | 12 | 2  | 0 | — | — | — | — | 32  | 12 |  |  |
|                          |          |                     |     |    |    |   |   |   |   |   |     |    |  |  |
| Дебрецин                 | 2023/24. | Прва лига Мађарске  | 9   | 0  | 2  | 0 | — | — | — | — | 11  | 0  |  |  |
|                          |          |                     |     |    |    |   |   |   |   |   |     |    |  |  |
| Дебрецин II              | 2023/24. | Трећа лига Мађарске | 1   | 1  | —  | — | — | — | — | — | 1   | 1  |  |  |
|                          |          |                     |     |    |    |   |   |   |   |   |     |    |  |  |
| Напредак Крушевац        | 2023/24. | Суперлига Србије    | 17  | 6  | —  | — | — | — | — | — | 17  | 6  |  |  |
|                          |          |                     |     |    |    |   |   |   |   |   |     |    |  |  |
| Панетоликос              | 2024/25. | Суперлига Грчке     | 26  | 3  | 1  | 1 | — | — | — | — | 27  | 4  |  |  |
|                          |          |                     |     |    |    |   |   |   |   |   |     |    |  |  |
| Напредак Крушевац        | 2025/26. | Суперлига Србије    | 1   | 0  | 0  | 0 | — | — | — | — | 1   | 0  |  |  |
| Напредак Крушевац        | Укупно   | Укупно              | 31  | 6  | 1  | 0 | — | — | 0 | 0 | 32  | 6  |  |  |
|                          |          |                     |     |    |    |   |   |   |   |   |     |    |  |  |
| Каријера                 | Каријера | Каријера            | 220 | 60 | 16 | 5 | 8 | 1 | 2 | 0 | 246 | 66 |  |  |
|                          |          |                     |     |    |    |   |   |   |   |   |     |    |  |  |

### Утакмице у дресу репрезентације
| Репрезентација Србије у узрасту до 18 година старости | Репрезентација Србије у узрасту до 18 година старости                    | Репрезентација Србије у узрасту до 18 година старости                    | Репрезентација Србије у узрасту до 18 година старости                    | Репрезентација Србије у узрасту до 18 година старости                    | Репрезентација Србије у узрасту до 18 година старости                    | Репрезентација Србије у узрасту до 18 година старости                    | Репрезентација Србије у узрасту до 18 година старости | Репрезентација Србије у узрасту до 18 година старости | Репрезентација Србије у узрасту до 18 година старости |
| #                                                     | Датум                                                                    | Такмичење                                                                | Локација                                                                 | Домаћин                                                                  | Резултат                                                                 | Гост                                                                     | Гол                                                   | Реф.                                                  |                                                       |
| ----------------------------------------------------- | ------------------------------------------------------------------------ | ------------------------------------------------------------------------ | ------------------------------------------------------------------------ | ------------------------------------------------------------------------ | ------------------------------------------------------------------------ | ------------------------------------------------------------------------ | ----------------------------------------------------- | ----------------------------------------------------- | ----------------------------------------------------- |
| 1.                                                    | 18. јун 2014.                                                            | Пријатељска утакмица                                                     | Стадион Герхард Ханапи, Беч                                              | Аустрија                                                                 | 3 : 0                                                                    | Србија                                                                   |                                                       | [ 57 ]                                                |                                                       |
| 2.                                                    | 7. март 2015.                                                            | Међунaрoдни тријaгoнaлни турнир                                          | Кућа фудбала, Стара Пазова                                               | Србија                                                                   | 0 : 0                                                                    | Румунија                                                                 |                                                       | [ 58 ]                                                |                                                       |
| 3.                                                    | 21. април 2015.                                                          | Пријатељска утакмица                                                     | Гринфилд стадион, Раперсвил-Јона                                         | Швајцарска                                                               | 1 : 1                                                                    | Србија                                                                   |                                                       | [ 59 ]                                                |                                                       |
| 4.                                                    | 23. април 2015.                                                          | Пријатељска утакмица                                                     | Гринфилд стадион, Раперсвил-Јона                                         | Швајцарска                                                               | 3 : 1                                                                    | Србија                                                                   |                                                       | [ 60 ]                                                |                                                       |
| 4                                                     | Укупан број утакмица, постигнутих погодака и минута проведених на терену | Укупан број утакмица, постигнутих погодака и минута проведених на терену | Укупан број утакмица, постигнутих погодака и минута проведених на терену | Укупан број утакмица, постигнутих погодака и минута проведених на терену | Укупан број утакмица, постигнутих погодака и минута проведених на терену | Укупан број утакмица, постигнутих погодака и минута проведених на терену | 0                                                     |                                                       |                                                       |

## Приватно
Мајдевац је родом из места Глободер у близини Крушевца. На друштвеним мрежама се изјашњавао као навијач Црвене звезде.

## Трофеји и награде
| Напредак Крушевац - Прва лига Србије : 2015/16. Трајал - Српска лига Исток : 2016/17. Балзан - ФА куп Малте : 2018/19. | - Играч кола у Суперлиги Србије 1. Суперлига Србије за сезону 2023/24, 34. коло |